# Cortinarius armillatus
Cortinarius armillatus (Elias Magnus Fries 1818/1821) ex Elias Magnus Fries, 1838) din încrengătura Basidiomycota, în familia Cortinariaceae și de genul Cortinarius, este o specie răspândită de ciuperci comestibile care coabitează, fiind un simbiont micoriza (formează micorize pe rădăcinile arborilor). O denumire populară nu este cunoscută. În România, Basarabia și Bucovina de Nord trăiește solitar sau în grupuri pe sol acru în locuri mai răcoroase, umede sau mlăștinoase în pădurile de foioase și în cele mixte, intrând în simbioză numai cu mestecenii. Apare de la câmpie la munte, din iunie până în octombrie.

## Taxonomie

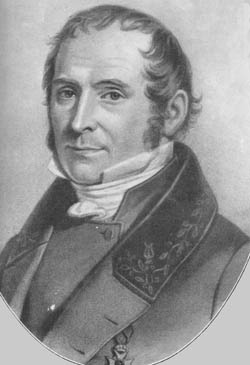
Elias Magnus Fries

Numele binomial a fost determinat drept Agaricus armillatus de renumitul savant suedez Elias Magnus Fries pentru prima dată în volumul 2 al operei sale Observationes mycologicae din 1818 și încă odată în volumul 1 al trilogiei sale Systema Mycologicum din anul 1821. Apoi, el însuși a transferat specia la genul Cortinarius sub păstrarea epitetului, de verificat în lucrarea sa Epicrisis systematis mycologici, seu synopsis hymenomycetum din 1838, fiind și numele curent valabil (2021). Toate celelalte încercări de redenumire sunt acceptate sinonim.
Trebuie menționat că, în anul 1791, o specie de bureți a fost pomenită și desenată drept Agaricus haematochelis de naturalistul francez Pierre Bulliard în volumul XI al operei sale Herbier de la France ou, Collection complette des plantes indigenes de ce royaume, redenumită în 1838 de Elias Fries în Cortinarius haematochelis.
Micologul englez Mordecai Cubitt Cooke vede în ea un sinonim al speciei descrise aici, acceptat de Checklist of Basidiomycota of Great Britain and Ireland (2005), dar și de alte articole micologice. Încotro Mycobank de exemplu o constată specie proprie. Renumitul micolog italian Bruno Cetto scrie că cele două specii sunt identice în cea ce privește aspectul exterior, consistența cărnii, mirosul și gustul, doar sporii ar fi mai rotunjori la C. haematochelis. Pe baza descrierii lui Bulliard micologii austro-americani Johannes Baptista von Albertini și Lewis David de Schweinitz au creat taxonul acceptat sinonim Agaricus bulliardii var. squamulosus (1805).
Epitetul specific este derivat din cuvântul latin (latină armillatus=armat sau ornamentat cu o agrafă, o brățară), referindu-se la aspectul exterior al piciorului ciupercii.

## Descriere

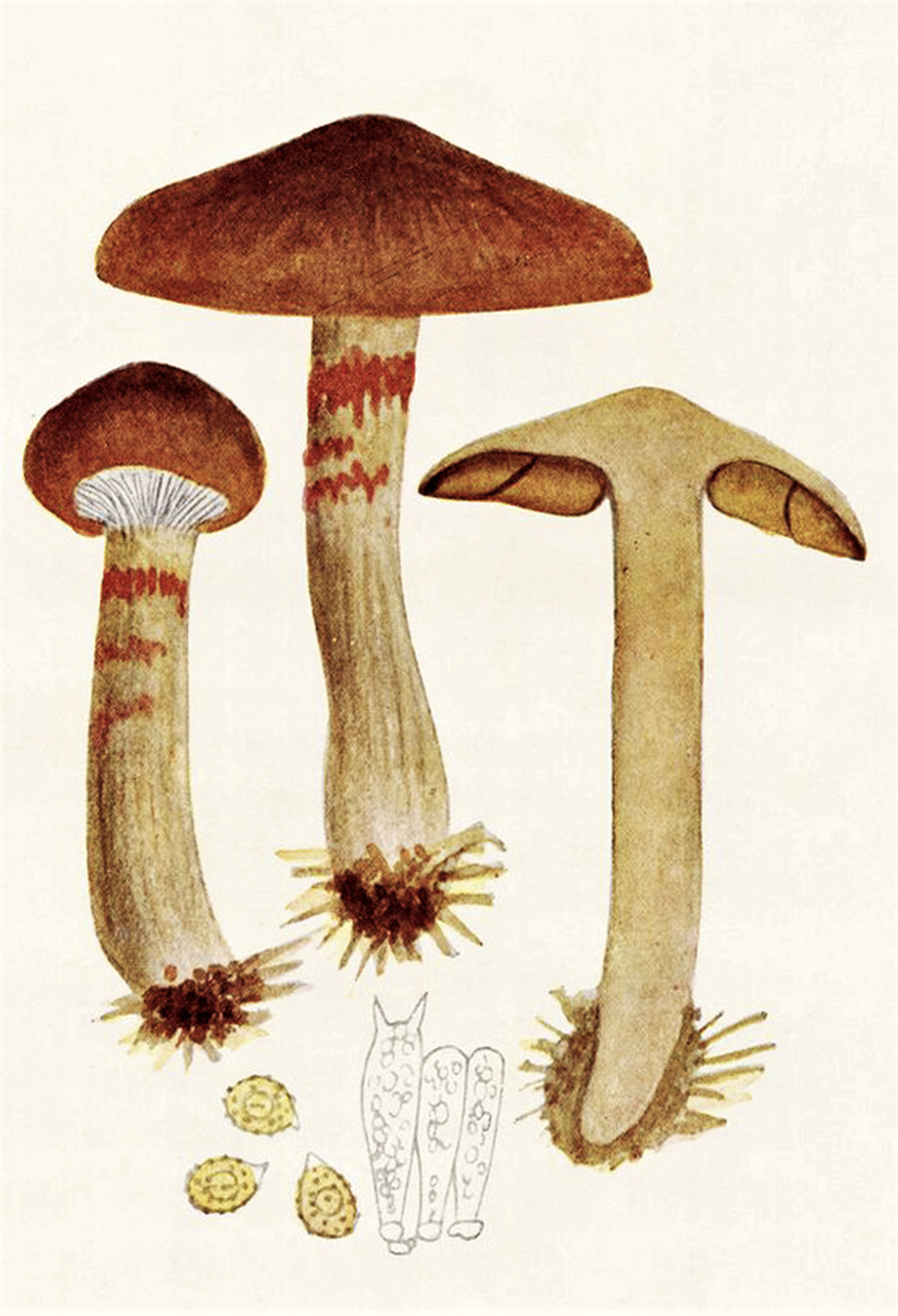
Bresadola - Cortinarius haematochelis

- Pălăria: cărnoasă, fermă cu un diametru între 4 și 12 (15) cm, este la început boltită emisferic cu marginile răsucite înspre interior, ocazional și în formă de clopot, devine apoi convexă și în sfârșit plată uneori cu o cocoașă tocită în centru. Cuticula netedă este uscată și ceva higrofană (estompând). Coloritul variază între galben-portocaliu, brun-gălbui, ruginiu și brun-roșcat, decolorând uneori până la bronz tern. La maturitate devine în mijloc adesea foarte fin solzoasă și cărămizie.
- Lamelele: sunt subțiri, aglomerate, drepte, cu multe lameluțe intercalate și inegale precum aderate strâns la picior, fiind acoperite în tinerețe de o cortină radială albicioasă, formată din fibre foarte fine ca păienjeniș. Coloritul este inițial ocru gălbui până deschis brun-ocru, devenind apoi ruginiu până brun de scorțișoară. Muchile fertile sunt mai deschise în culoare și slab ondulate în tinerețe.
- Piciorul: solid de 6-16 cm lungime și de 1,5 -2 (tânăr 3 cm) lățime este inițial destul voluminos și bulbos spre bază, dar devine pe măsură ce se alungește în timpul evoluției aproape cilindric și mai zvelt cu o bază îngroșată, rămânând plin pe dinăuntru. Suprafața netedă este uscată. Coloritul de fundal este la început carneu, apoi ocru până gri-brun, nu rar suprafibrat albicios, fiind înfășurat de mai multe cordoane înclinate, de culoarea cinabrului, rareori deschis brune precum aproape mereu cu o zonă inelară cărămizie bătătoare la ochi deasupra benzilor. Miceliul bazal este albicios. Nu prezintă un inel veritabil.
- Carnea: este compactă, fermă, inițial albicioasă, apoi de un gri crem până palid maroniu. Nu se decolorează după tăiere. Mirosul este slab de ridiche, căpătând cu avansarea în vârstă nuanțe mucegăit pământoase, iar gustul este și el puțin de ridiche.[3][4]
- Caracteristici microscopice: are spori de culoarea lutului, lat ovoidali până amigdaloizi cu un apicol, aspru verucoși (negii nefiind conectați între ei), moderat până puternic dextrinoizi, cu pereți groși de aproximativ 75 µ, granulați pe dinăuntru, cu o mărime de 7 (9)-8 (12) x 5-6 microni. Pulberea lor este brun de scorțișoară. Basidiile clavate, poartă 4 sterigme fiecare și măsoară 30-35 x 7-9 microni.  Cheilocistidele (elemente sterile situate pe muchia lamelor) ceva mai scurte și cilindrice până în formă de măciucă care se găsesc la exemplare tinere sunt neremarcabile și ocazional septate. Pleurocistidele (elemente sterile situate în himenul de pe fețele lamelor) lipsesc. Pileocistidele (elemente sterile de pe suprafața pălăriei) sunt o cutis, ce înseamnă că hifele sunt culcate afânat și paralele cu suprafața pălăriei și de obicei dispuse radial, fiind mai mult sau mai puțin împletite între ele.[14][15]
- Reacții chimice: carnea se colorează cu anilină încet brun-roșiatic, cu fenol cu timpul roșu murdar, cu hidroxid de potasiu brun închis (cuticula negru și violet pe zonele portocalii ale tulpinii), cu sulfat de fier palid verzui și cu tinctură de Guaiacum după 10 minute verde.[16]

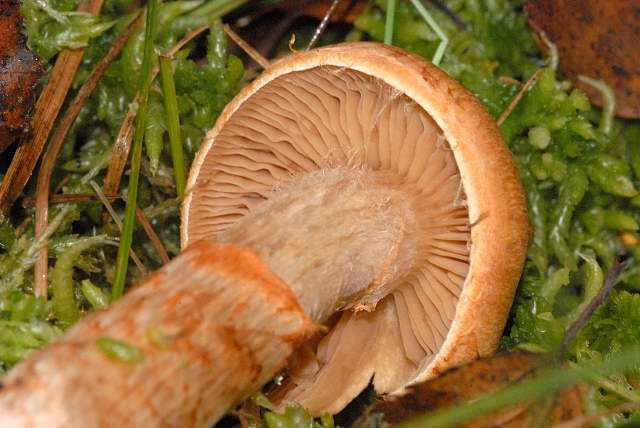
C. armillatus mai tânăr: lamele și picior
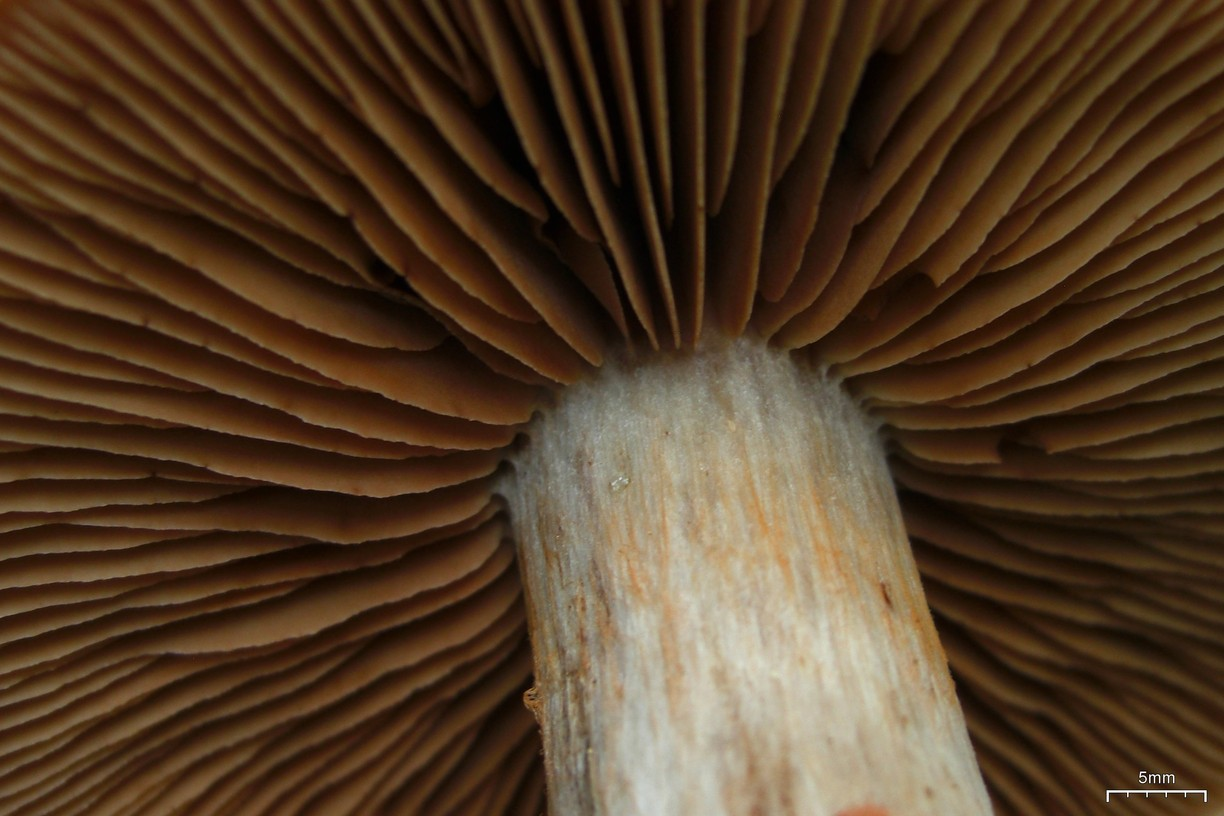
C. armillatus bătrân: lamele
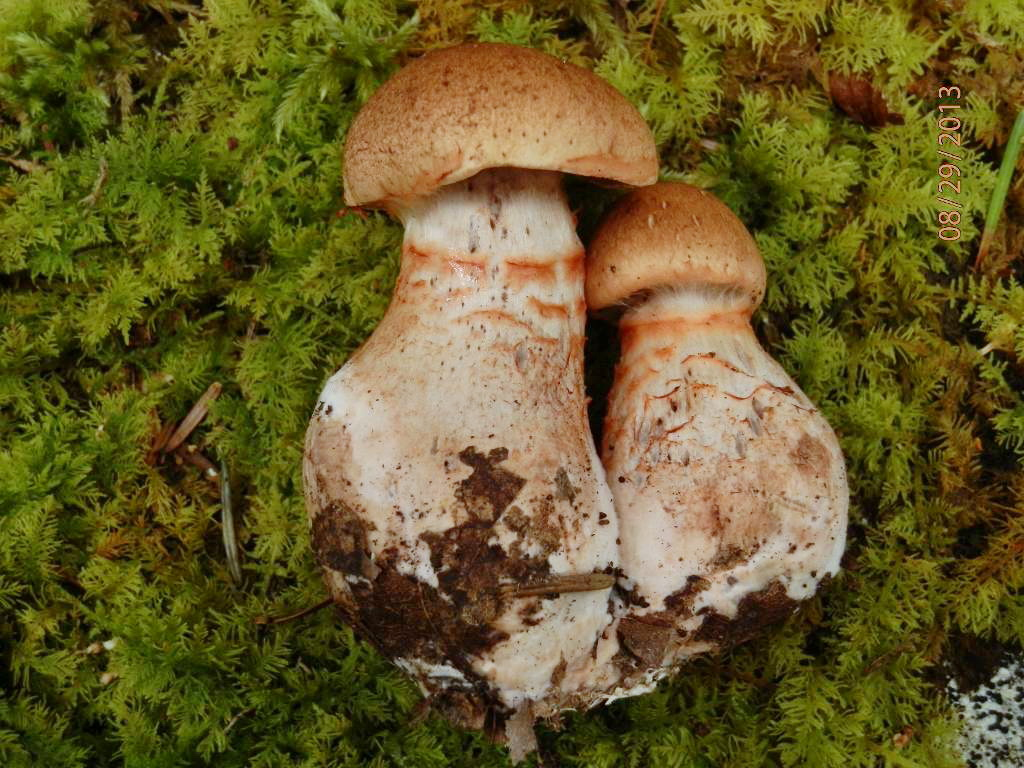
C. armillatus tineri
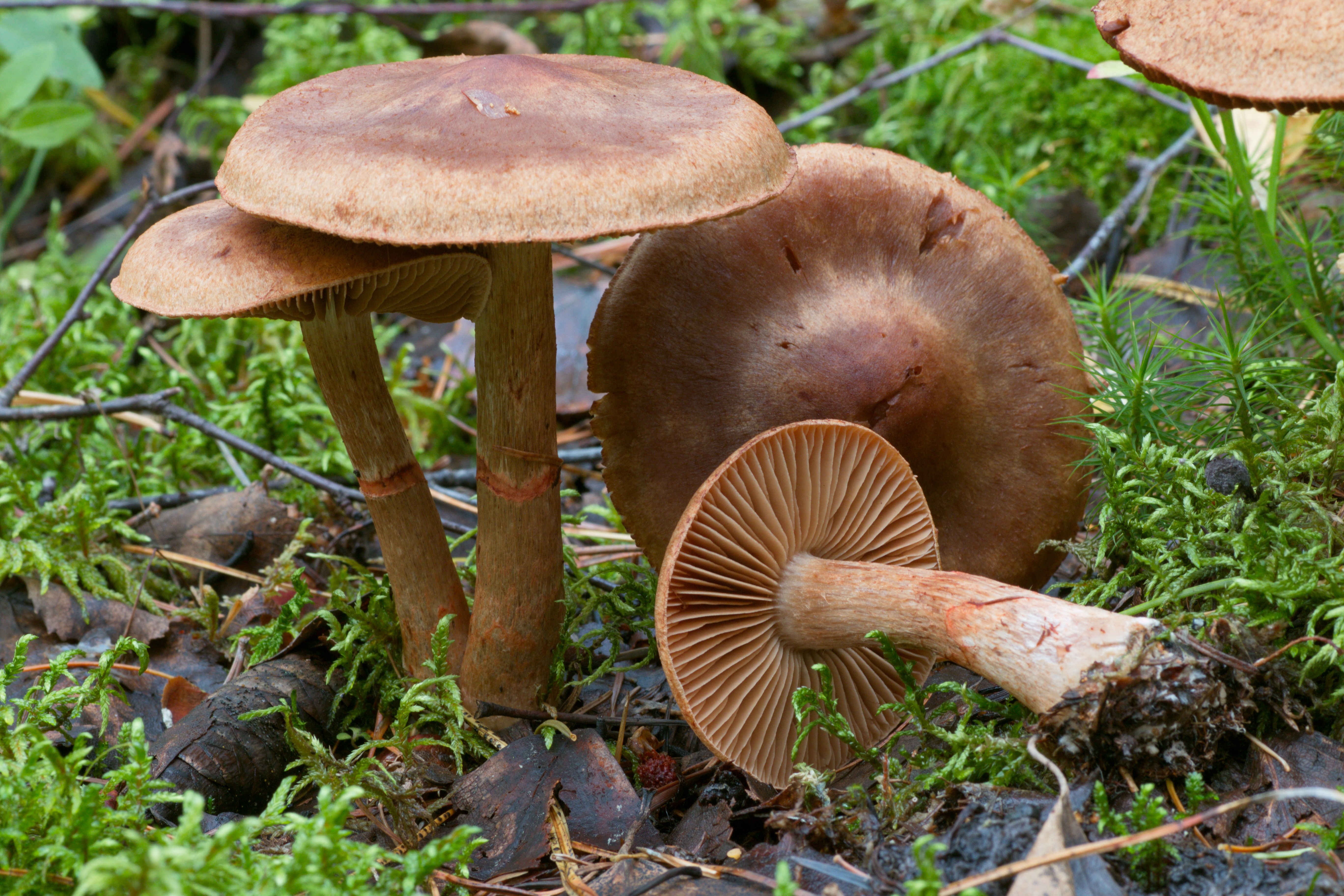
C. armillatus mai bătrâni
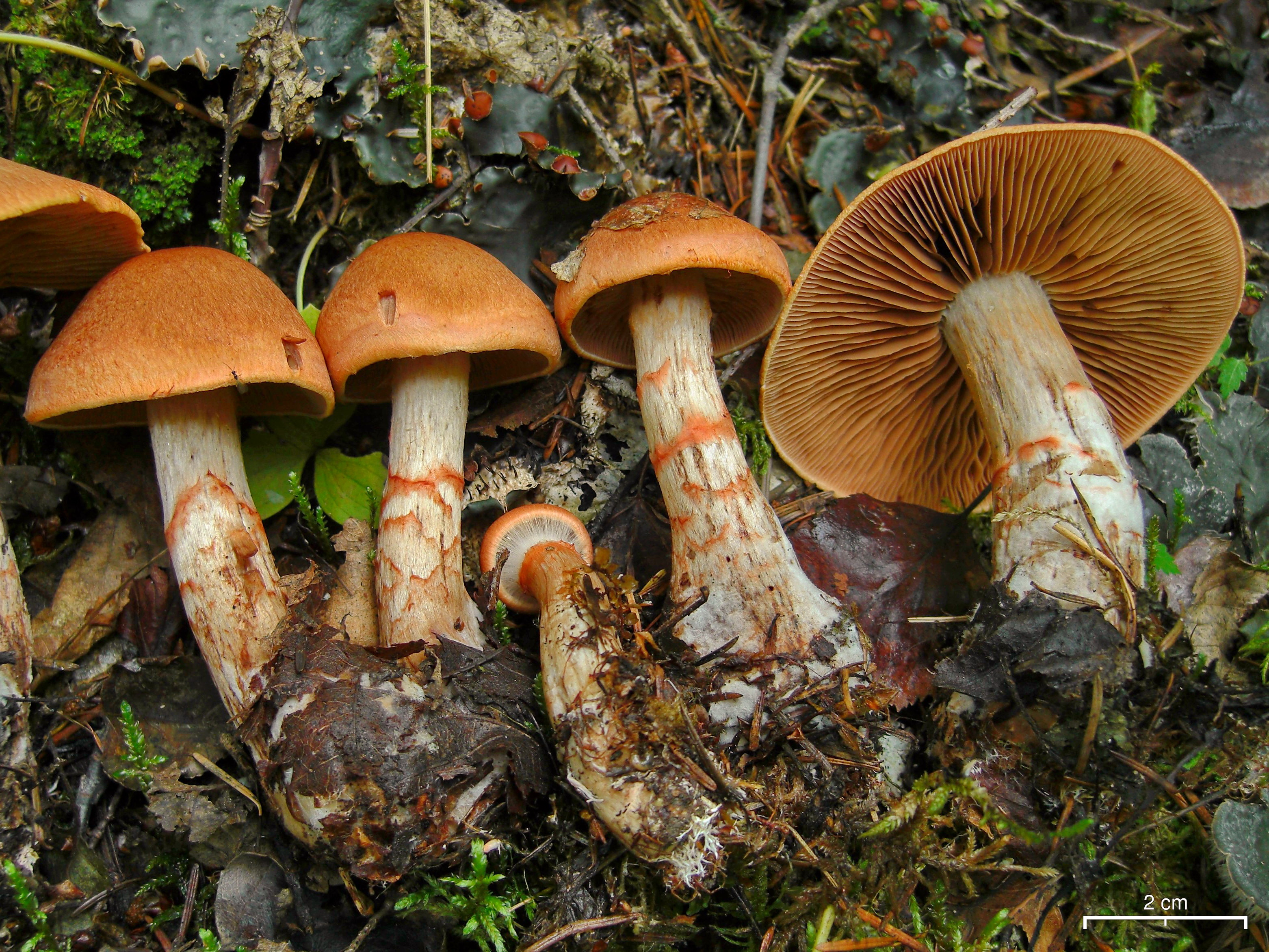
C. armillatus, stadii de evoluție

## Confuzii
Specia poate fi confundată de exemplu cu: Cortinarius balaustinus (comestibil), Cortinarius bivelus (necomestibil), Cortinarius bolaris (otrăvitor) Cortinarius bovinus (necomestibil), Cortinarius brunneus (otrăvitor), Cortinarius callisteus (otrăvitor), Cortinarius cotoneus (otrăvitor), Cortinarius crassus (comestibil), Cortinarius croceofolius (otrăvitor), Cortinarius illuminus (necomestibil), Cortinarius limonius (posibil letal), Cortinarius malicorius (otrăvitor), Cortinarius paragaudis (necomestibil) + imagini, Cortinarius pholideus (necomestibil), Cortinarius rubellus (mortal), Cortinarius rubicundulus (otrăvitor), Cortinarius subferrugineus (necomestibil), Cortinarius triumphans sin. Cortinarius crocolitus (comestibil), Cortinarius trivialis (necomestibil), Cortinarius venetus (otrăvitor) sau Cortinarius vibratilis (comestibil, lamele alb-gălbuie la început, apoi maroniu-roșcate și picior alb, inițial acoperit de un văl lipicios).

## Specii asemănătoare în imagini

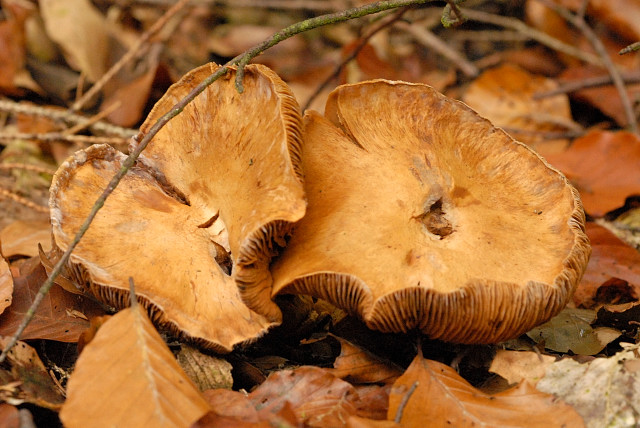
Cortinarius balaustinus
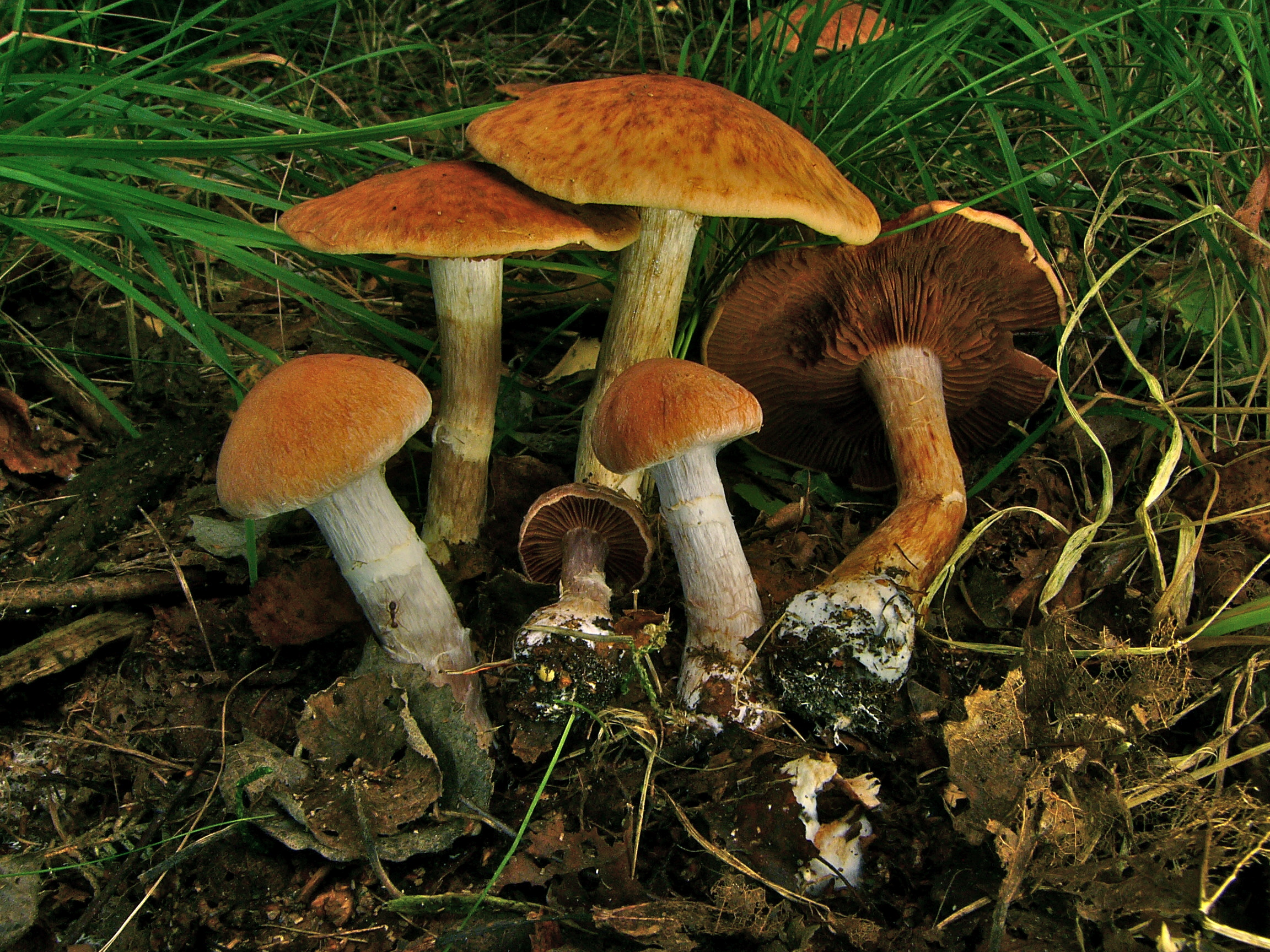
!Cortinarius bivelus!
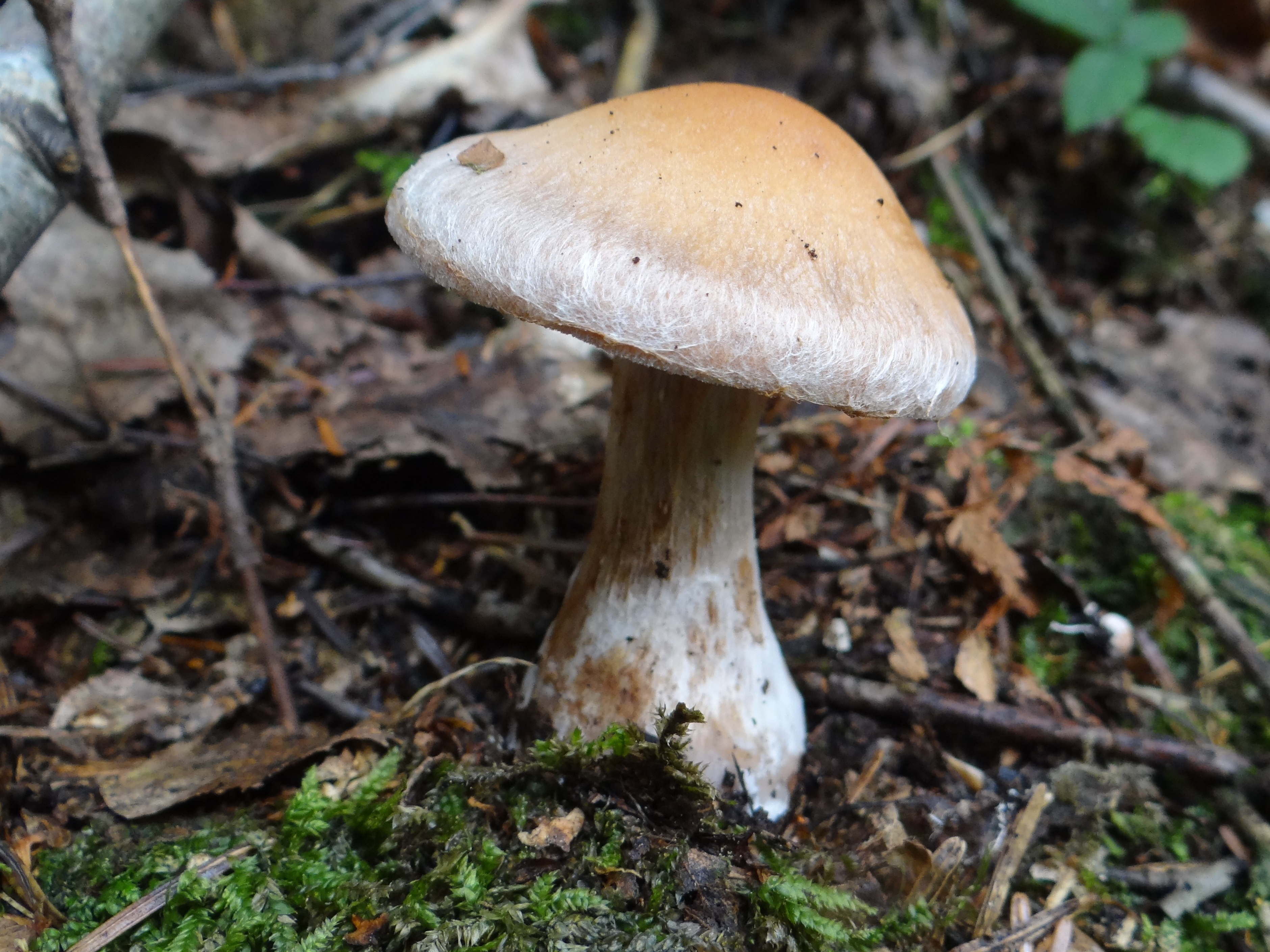
!Cortinarius bovinus!
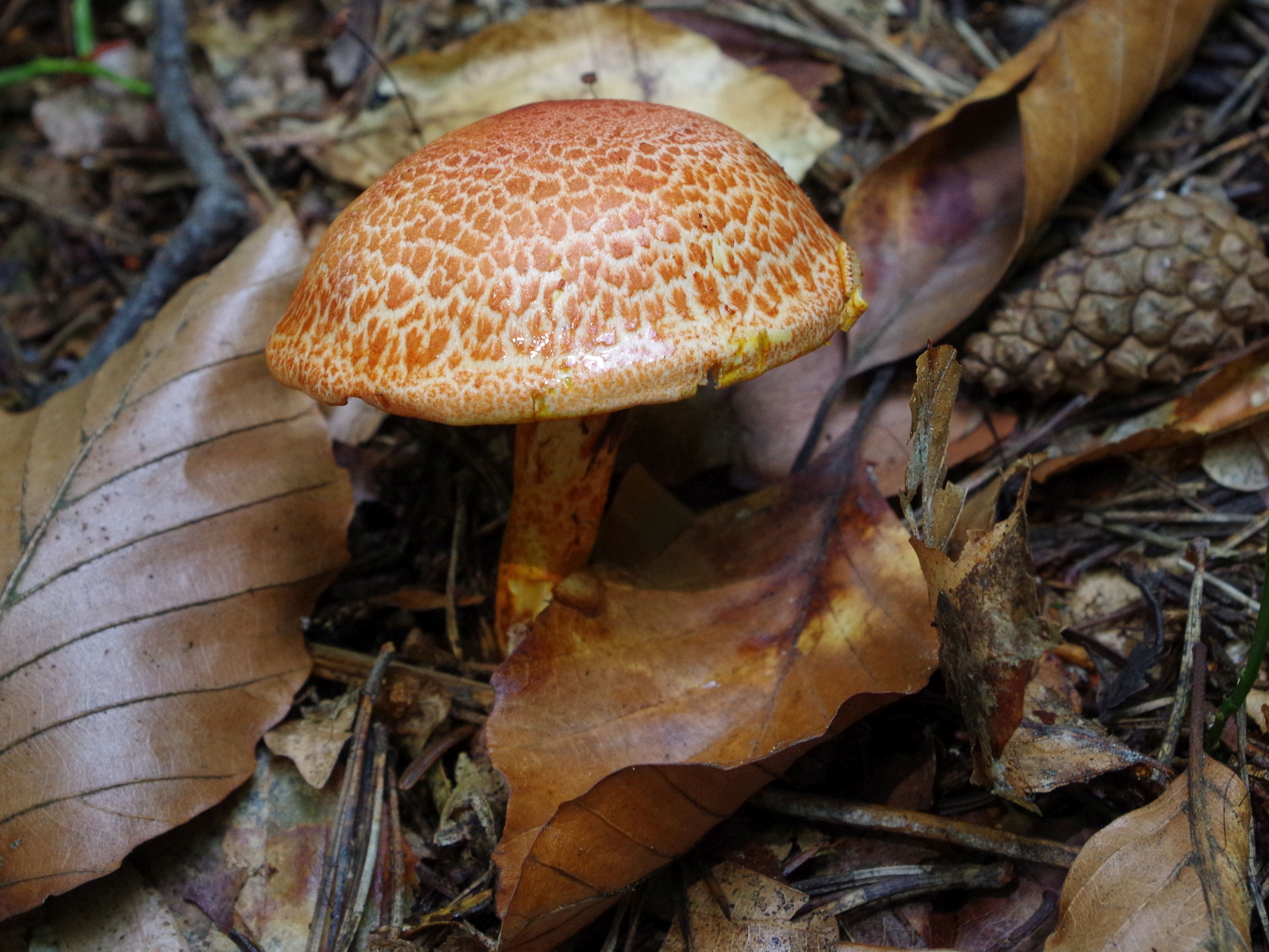
!!Cortinarius bolaris!!
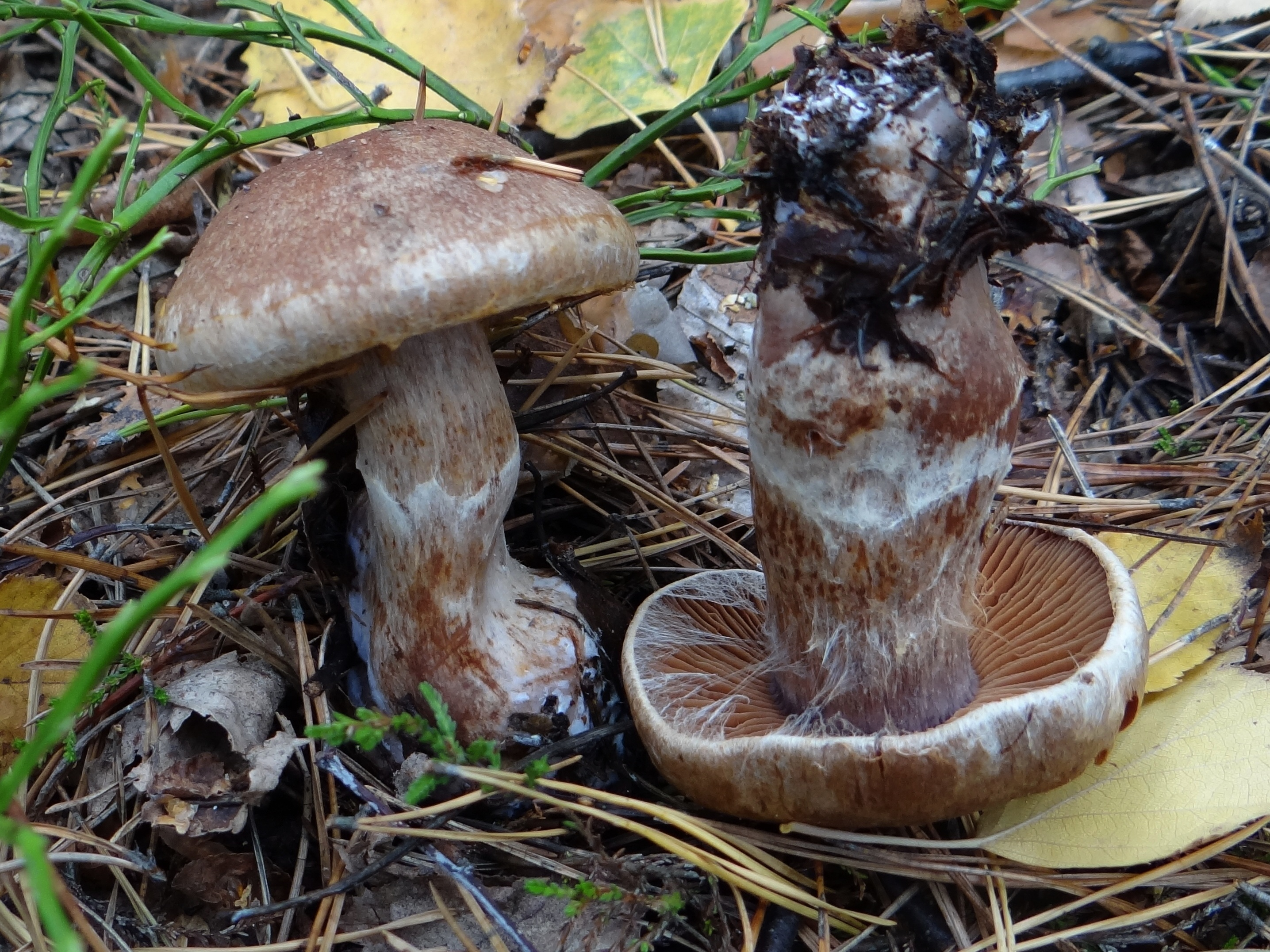
!!Cortinarius brunneus!!
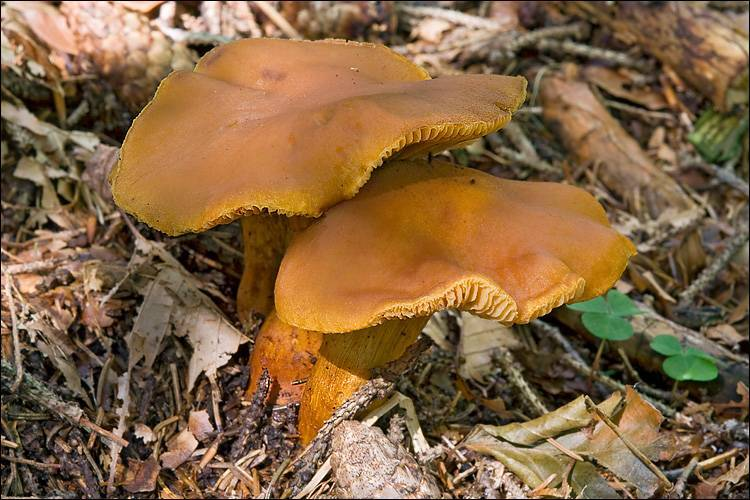
!!Cortinarius callisteus!!

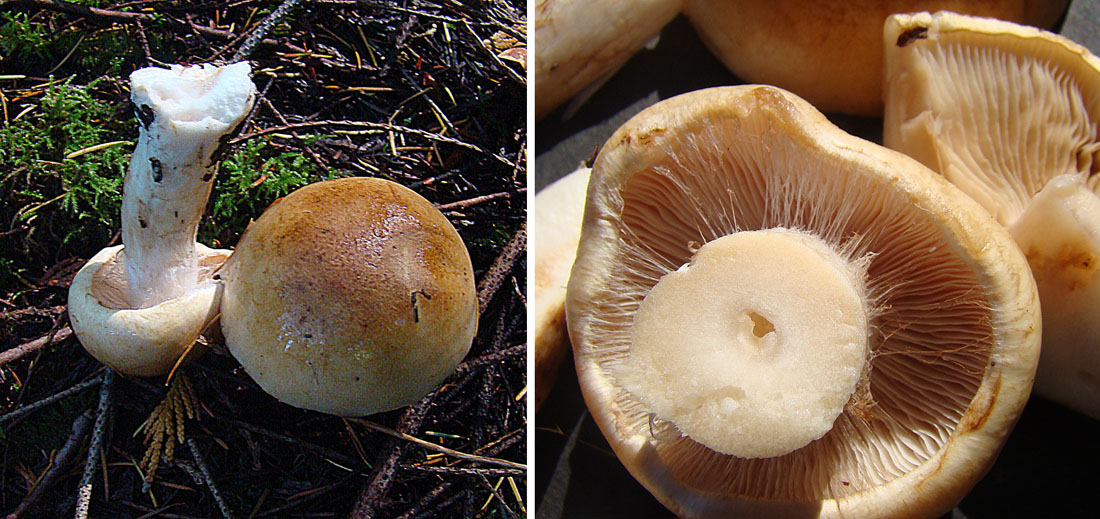
Cortinarius crassus
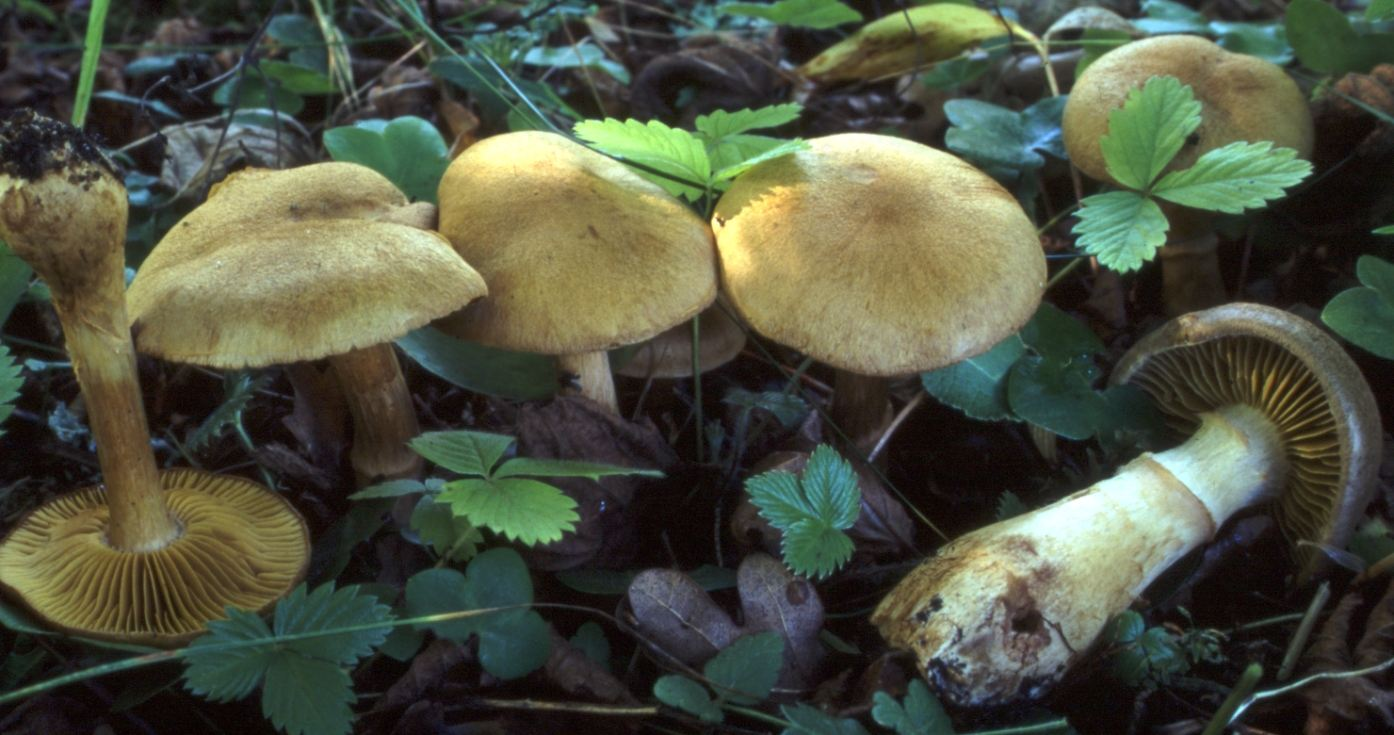
!!Cortinarius cotoneus!!
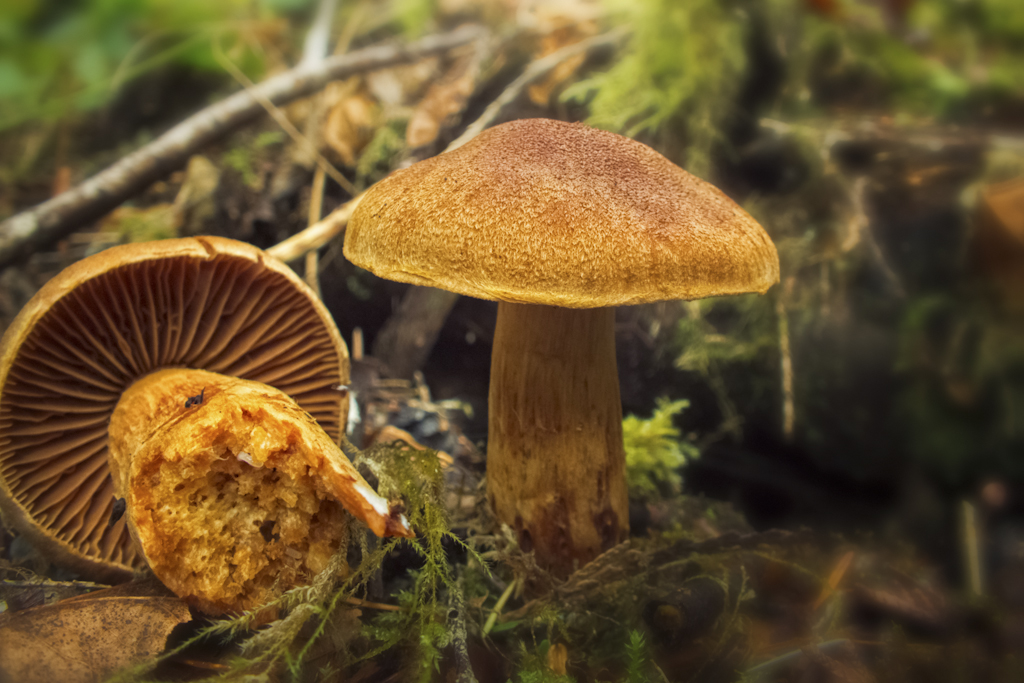
!!Cortinarius croceofolius!!
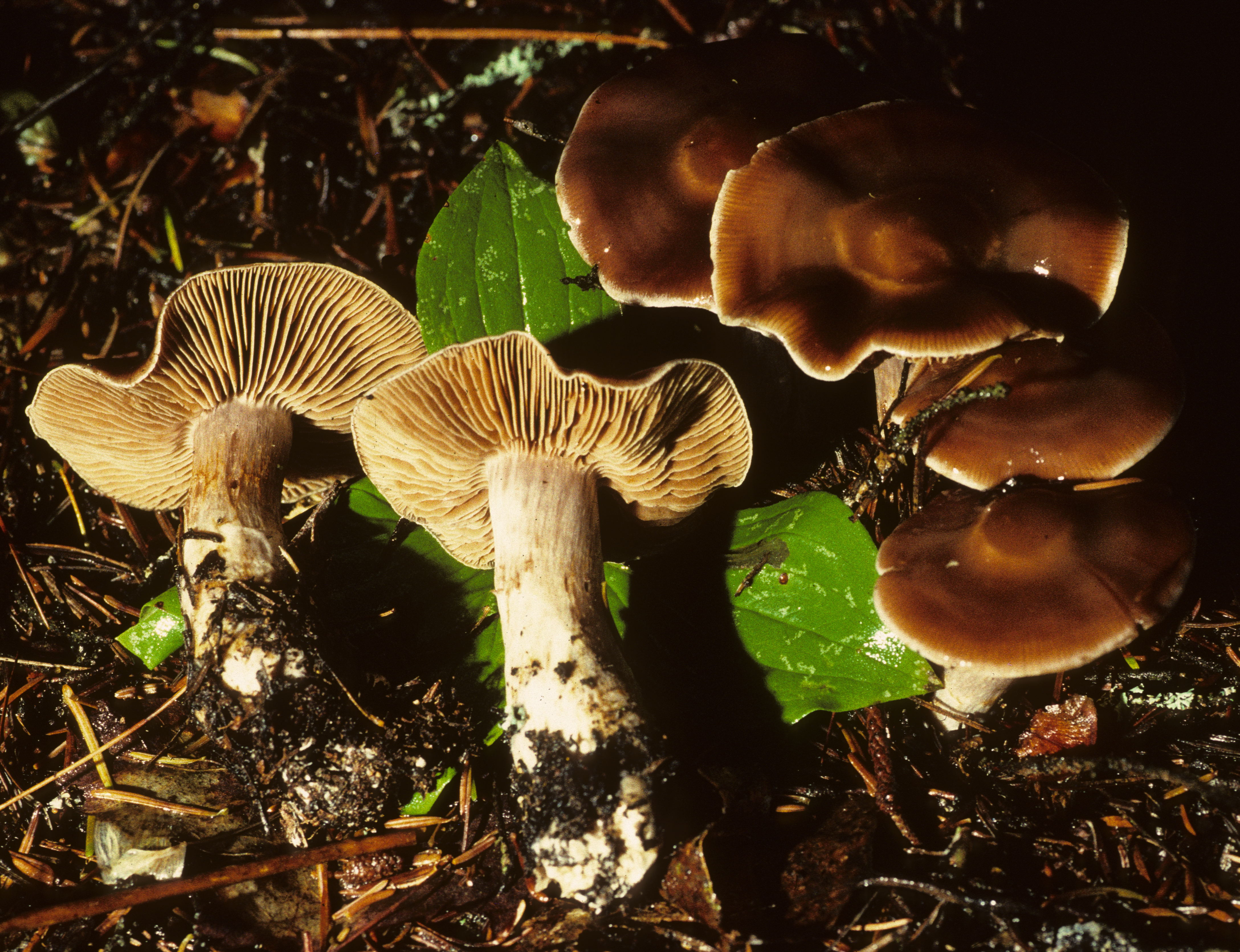
!Cortinarius illuminus!
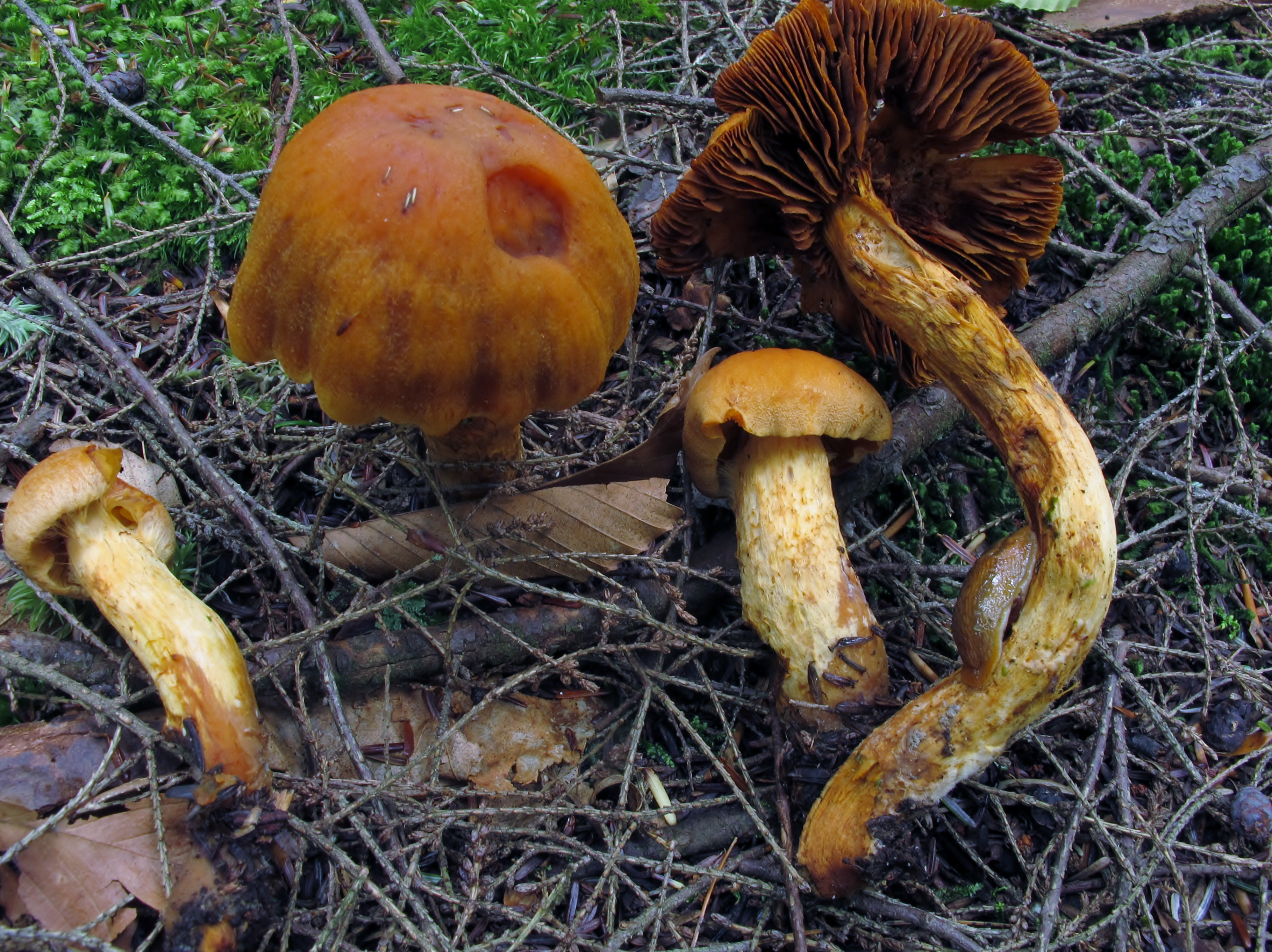
!!!Cortinarius limonius!!!

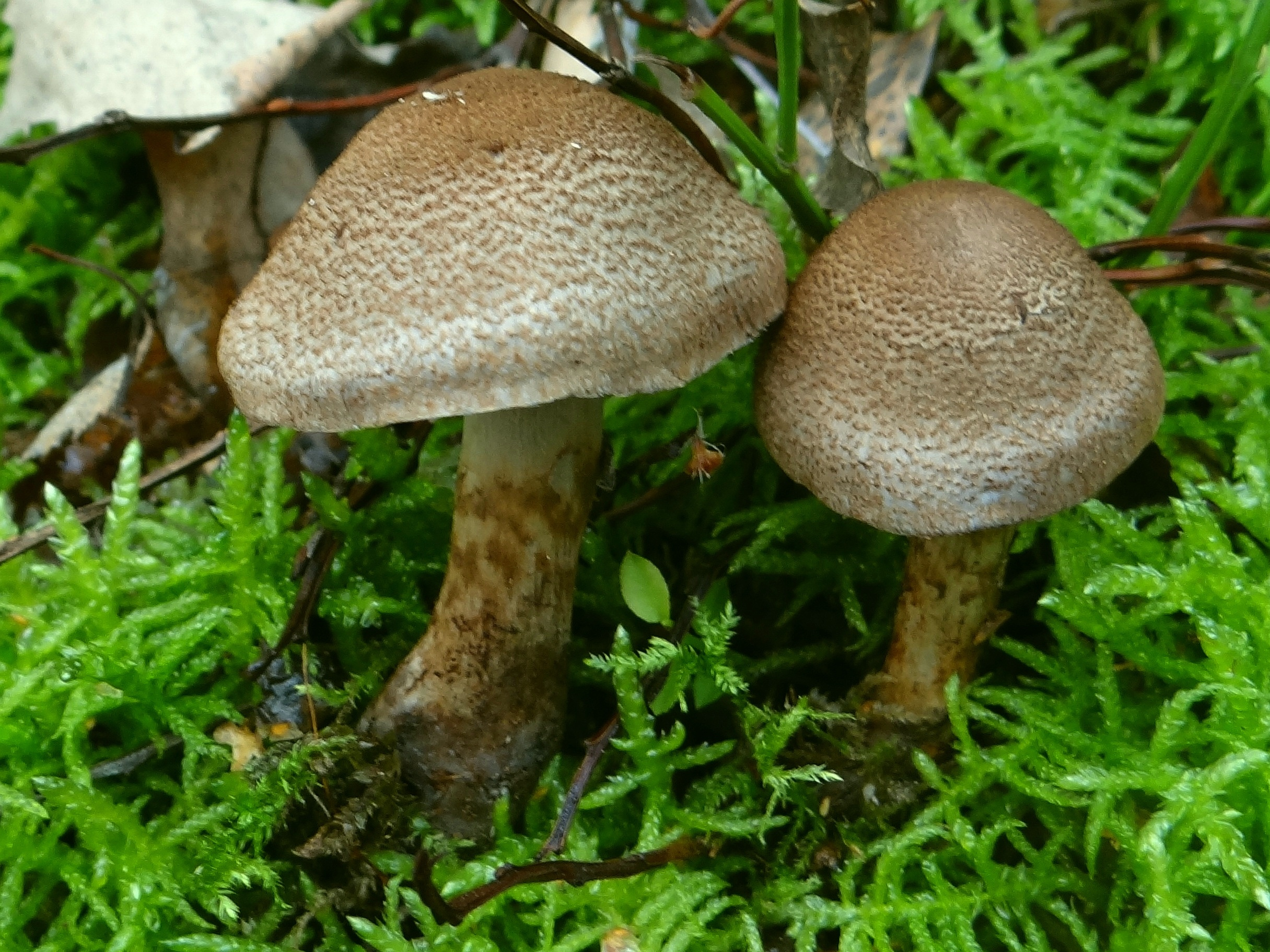
!Cortinarius pholideus!
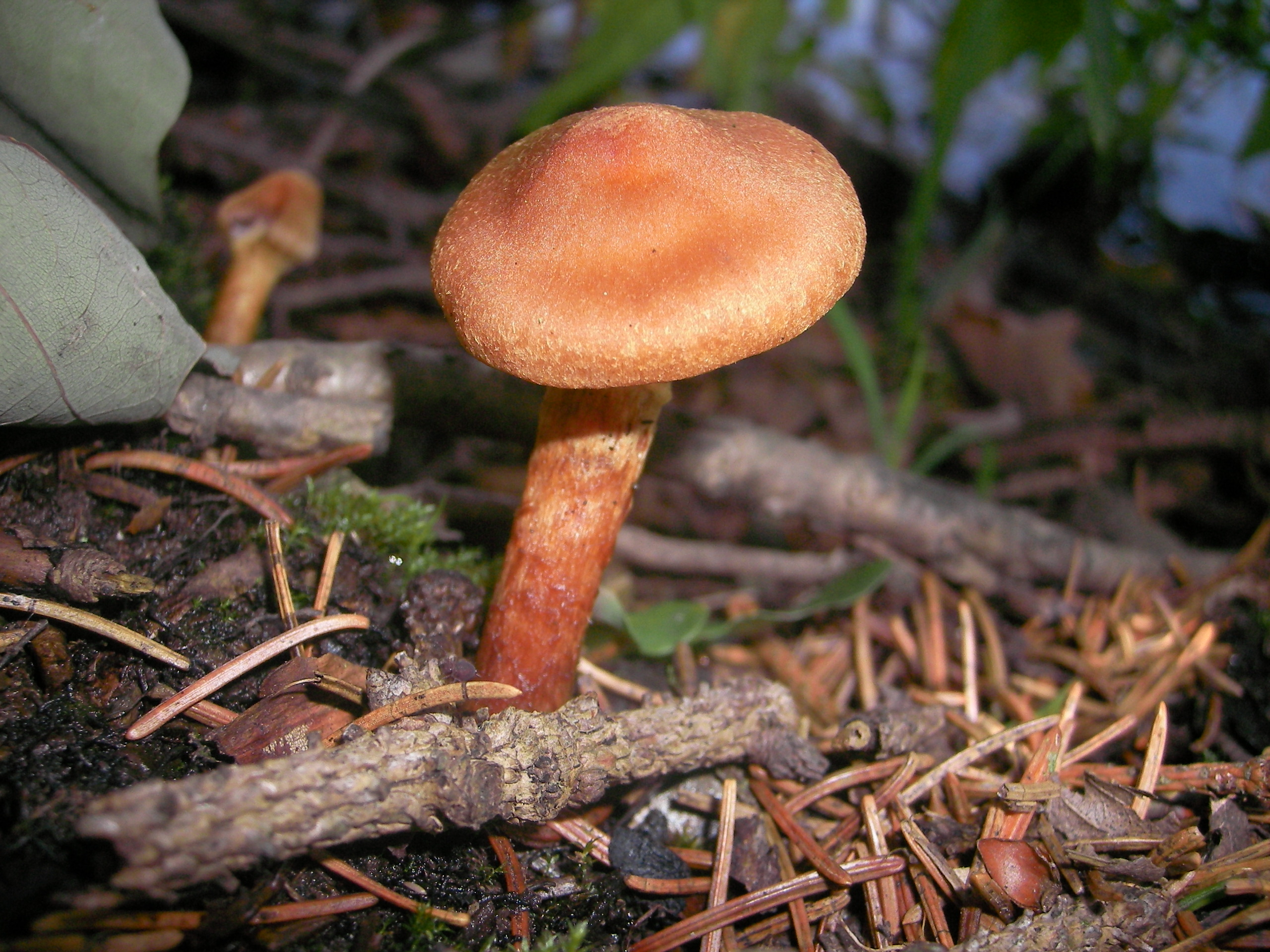
!!!Cortinarius rubellus!!!
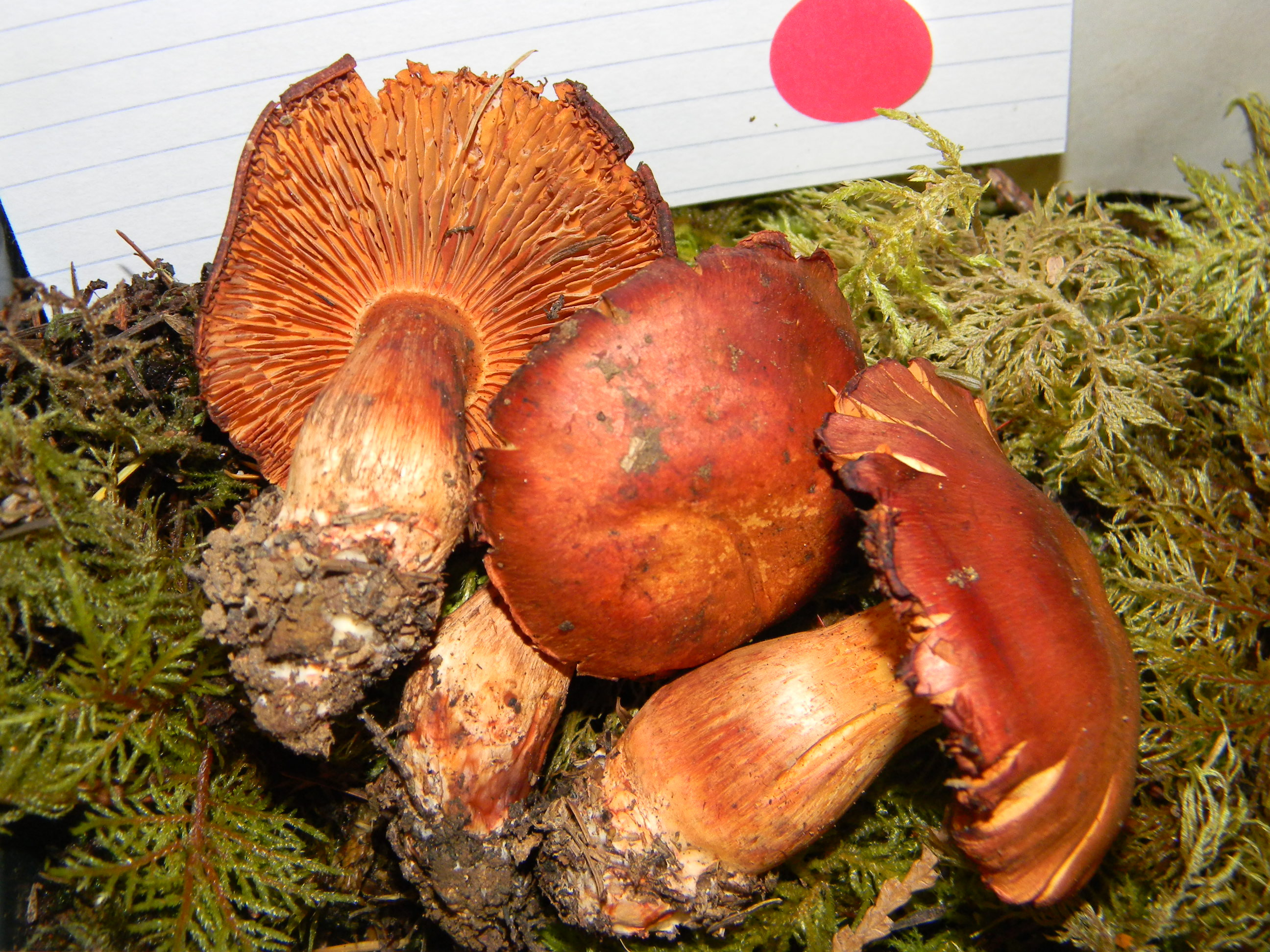
!!Cortinarius rubicundulus!!
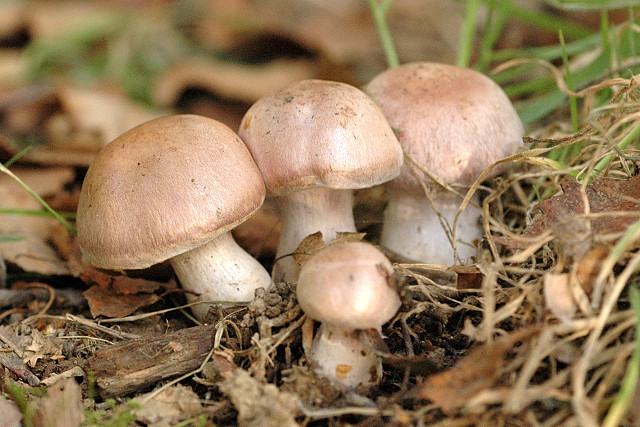
!Cortinarius subferrugineus!

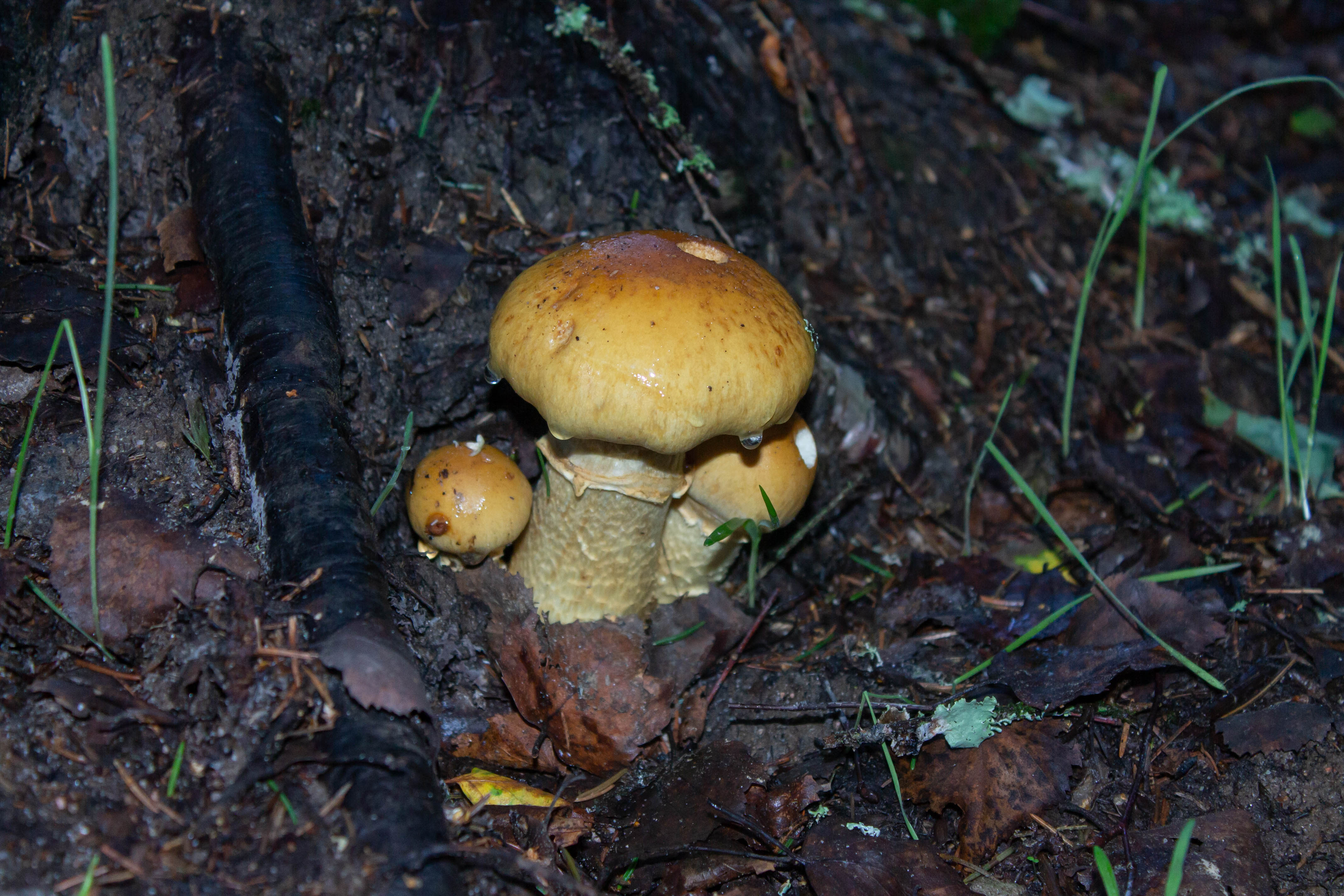
Cortinarius triumphans
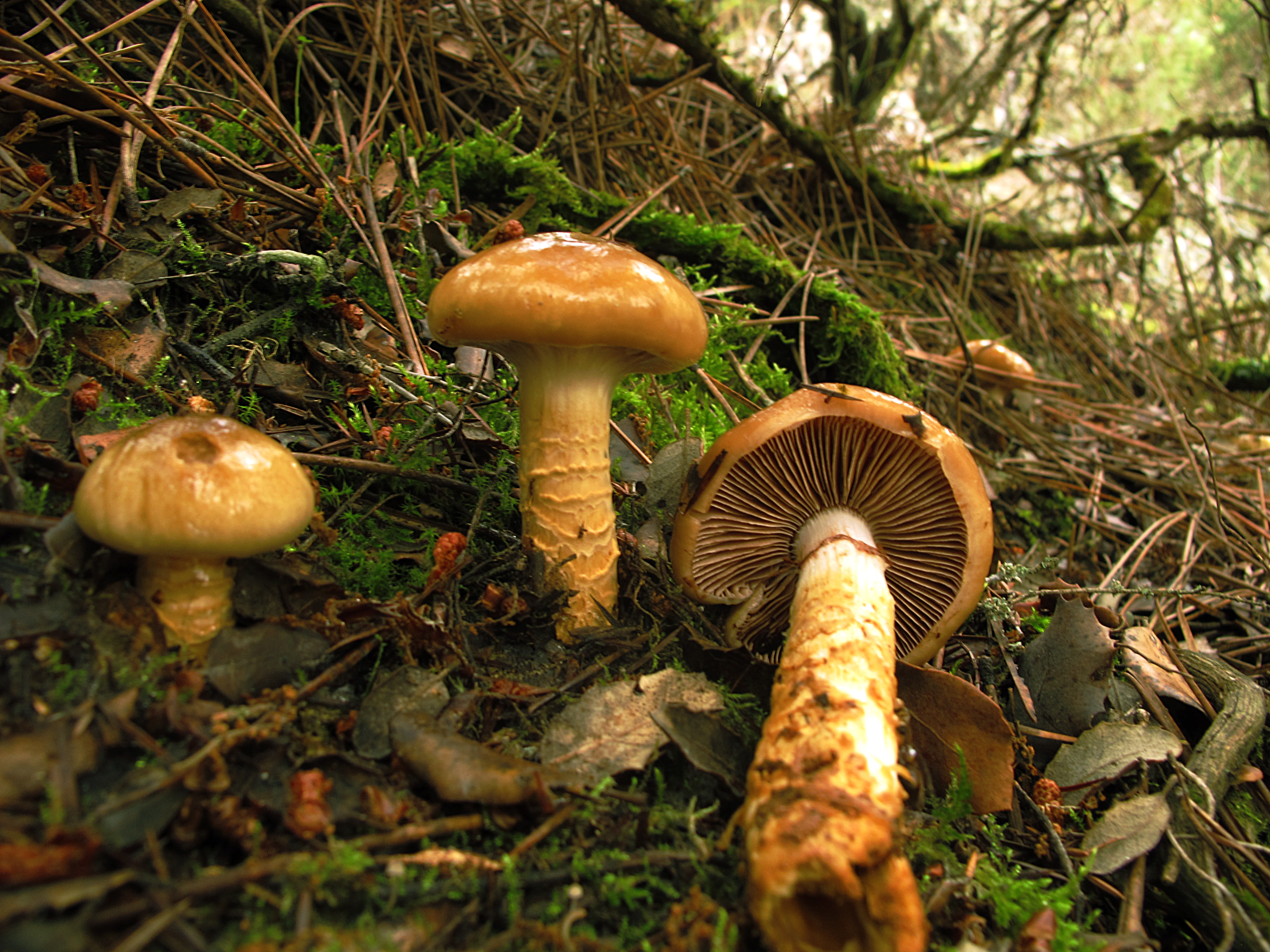
!Cortinarius trivialis!
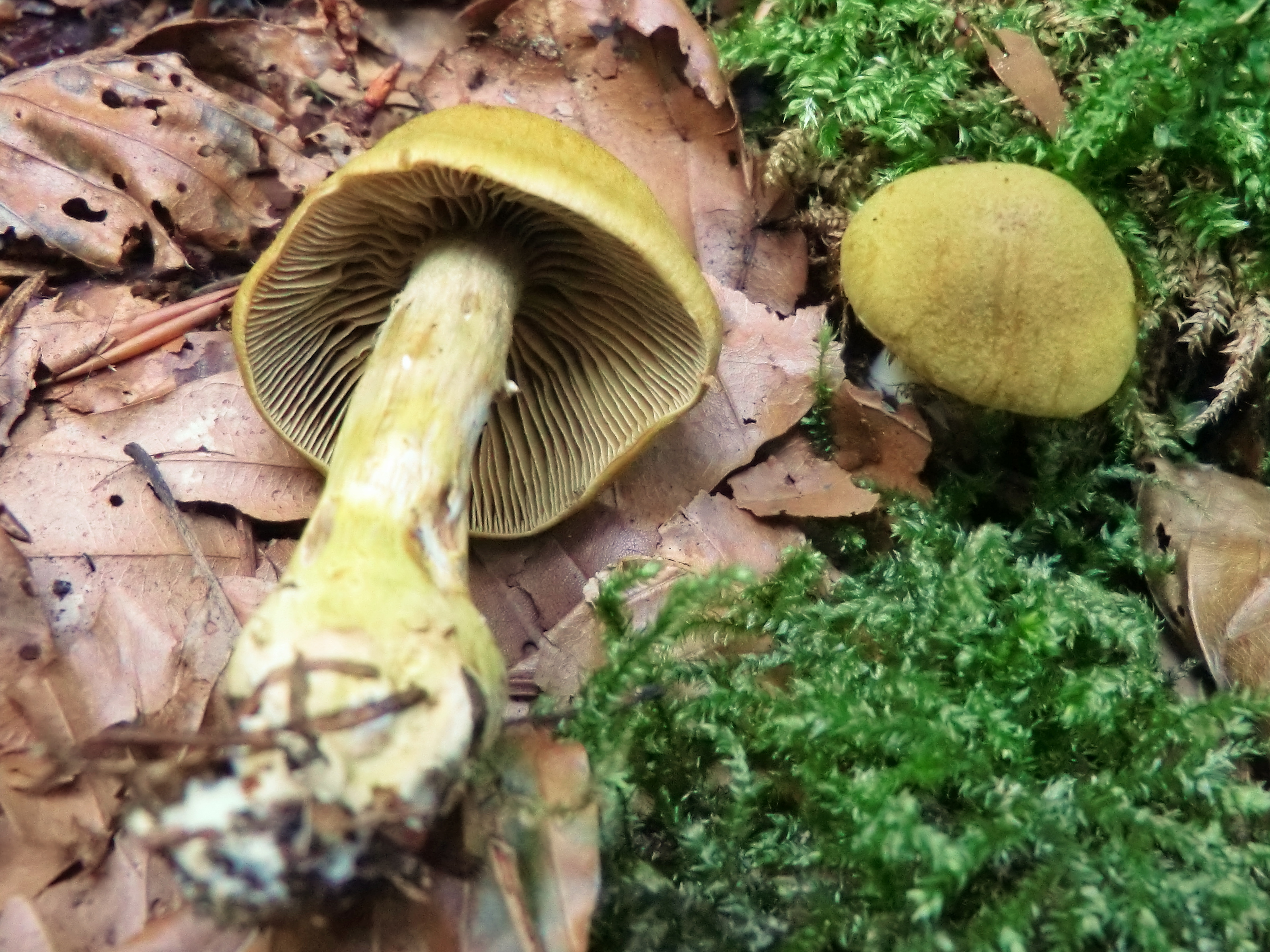
!!Cortinarius venetus!!
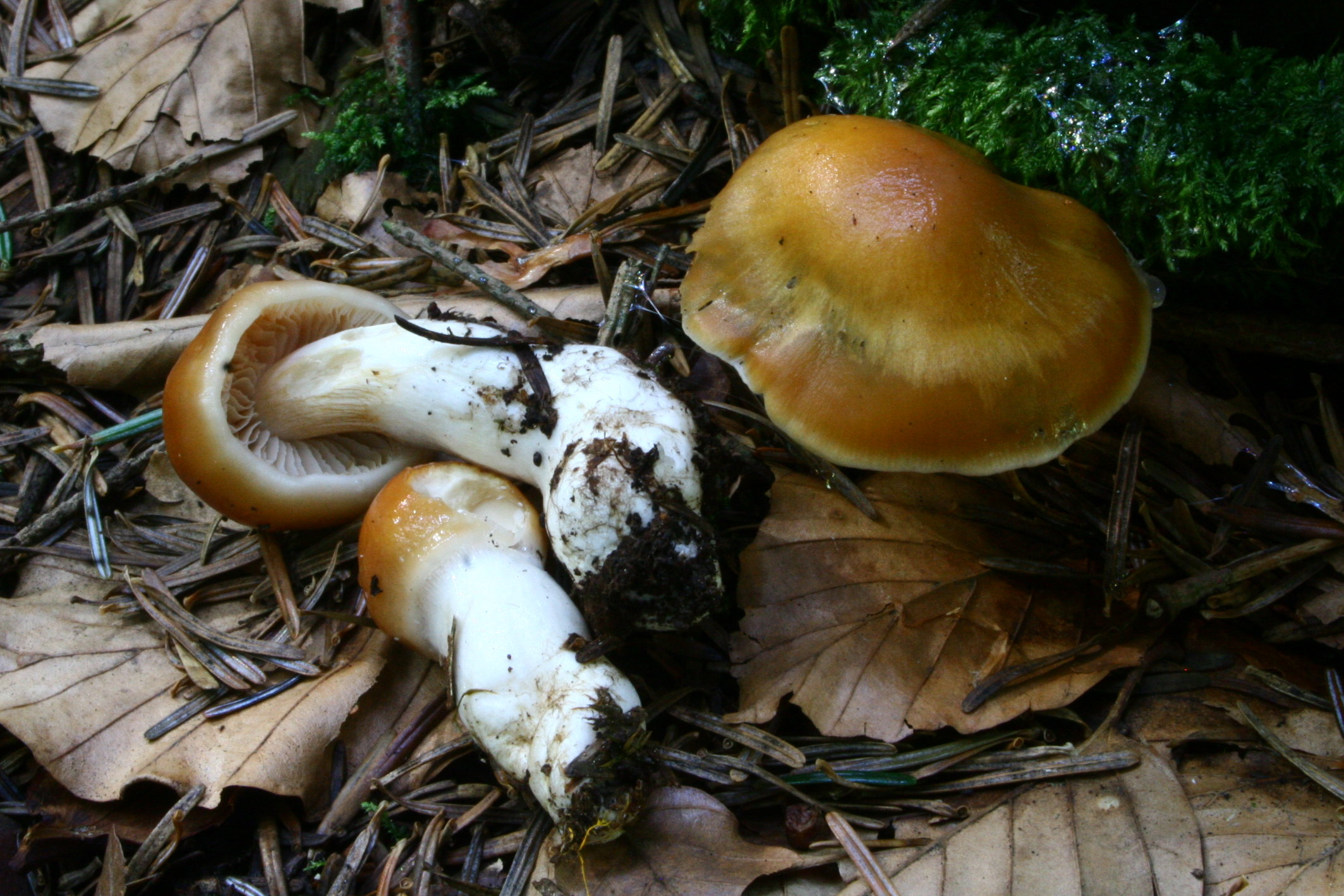
!Cortinarius vibratilis!

## Valorificare
Această ciupercă este comestibilă, dar de valoare culinară foarte scăzută. Se potrivesc doar exemplare foarte tinere. 